# Malhaniyakhori
Malhaniyakhori – gaun wikas samiti we wschodniej części Nepalu w strefie Sagarmatha w dystrykcie Siraha. Według nepalskiego spisu powszechnego z 2001 roku liczył on 729 gospodarstw domowych i 3901 mieszkańców (1921 kobiet i 1980 mężczyzn).